# Kung Lao
Kung Lao è un personaggio della serie di videogiochi Mortal Kombat.

## Storia

### Prima linea temporale
Esperto monaco shaolin e membro della segreta setta conosciuta col nome di Loto Bianco (White Lotus), egli è l'ultimo discendente del grande Kung Lao, sconfitto da Goro 500 anni prima. La sua personalità è stata spesso modificata nel corso della serie: se nei primi giochi Kung Lao era un giovane pacifico disposto a smettere di combattere per vivere una vita più tranquilla in Mortal Kombat: Shaolin Monks viene presentato come un giovane arrogante e geloso di Liu Kang, suo migliore amico, per il suo essere il campione del Mortal Kombat, titolo che sarebbe dovuto spettare a lui. Negli ultimi giochi Kung Lao invece mostra una personalità più bilanciata e pur essendo a volte immaturo e sbruffone è comunque un combattente leale e un buon amico per Liu Kang.
Sebbene il suo antenato venga menzionato nel fumetto prequel del primo Mortal Kombat, Kung Lao fa il suo debutto solo a partire da Mortal Kombat II, in cui, dopo che l'esercito del Regno Esterno (Outworld) attacca l'accademia degli shaolin, si unisce a Liu Kang e partecipa al torneo organizzato da Shao Kahn. Dopo l'apparente morte di Shao Kahn, i due monaci fanno ritornano sulla Terra per addestrare una nuova generazione di guerrieri. Ma quando Kahn invade la Terra, Kung Lao deve rinunciare ai suoi piani di riunire il clan del Loto Bianco. Durante gli eventi di Mortal Kombat 3, Kung Lao e Liu Kang assieme combattono fieramente le forze di Kahn, e durante lo scontro con l'imperatore Kung Lao rimane ferito in maniera grave. L'apparente morte di Kung Lao dà la forza a Liu Kang per vincere, ponendo fine alla minaccia di Shao Kahn sulla Terra. Molti credevano che Kung Lao fosse morto per e ferite conseguite durante il combattimento contro Shao Kahn. In effetti Kung Lao si è convertito ad una nuova vita senza violenza coerente alle sue credenze ancestrali. 
Ma quando Kung Lao scopre della minaccia di Shinnok e dell'inaspettato ritorno di Goro, decide di tornare in gioco ancora una volta per sfidare il suo epico avversario. In Mortal Kombat Gold, dopo la sconfitta di Shinnok, Kung Lao osserva di nascosto Kitana che cerca una tregua con gli Shokan e l'unico esponente importante è rappresentato di Goro. Proprio mentre ella sta chiudendo il patto, Kung Lao decide di lanciare il suo cappello affilato contro Goro ferendolo sul petto e poi scende a terra. Kitana rimprovera Kung Lao perché stava quasi raggiungendo un accordo ed egli le risponde che allearsi col nemico è sbagliato. A questo punto Goro chiede se stava cercando di ucciderlo, ma Kung Lao voleva solo vendicarsi per la morte del suo avo durante un Mortal Kombat avvenuto molti anni fa, avvenuta circa 500 per l'esattezza. Goro vuole sapere quali sono le intenzioni di Kung Lao, ma questi lo tranquillizza dicendo che vuole solo mettere a posto le cose. Goro riconosce che l'originale Kung Lao era un guerriero nobile e coraggioso, e che dovrebbe esserne stato fiero. Se il Grande Kung Lao, a suo tempo, lo avesse battuto, probabilmente lo stesso figlio di Goro avrebbe a sua volta cercato vendetta. Infine i due, ormai amici, si stringono la mano.
In Mortal Kombat: Deadly Alliance, quando Shang Tsung e Quan Chi, decidono di formare l'Alleanza Mortale, per resuscitare l'esercito del Re Dragone, i due stregoni riescono a uccidere Liu Kang grazie a un diversivo che prevede che Shang Tsung si trasformi in Kung Lao, permettendogli di avvicinarsi al campione della Terra senza destare sospetti. Saputa la notizia della morte del suo amico, Kung Lao viaggia nel Regno Esterno in cerca del maestro di Liu Kang, Bo'Rai Cho affinché gli insegni il calcio volante che anni prima aveva permesso a Liu Kang di sconfiggere Shang Tsung. Ma a nulla gli è servito, infatti verrà ucciso dallo stesso Shang Tsung insieme ad altri guerrieri e con loro, dopo la morte di Raiden e degli stregoni, viene riportato in vita da Onaga, il Re Dragone, divenendo suo guerriero e schiavo. Tuttavia in Mortal Kombat: Deception riconquista poi la ragione grazie a Ermac e allo spirito di Liu Kang. Nel suo finale di Mortal Kombat Armageddon, Lao sconfigge Blaze e torna indietro nel tempo, incontrando il suo avo, il Grande Kung Lao, convincendolo a non combattere Goro, andando a combattere al suo posto. Kung Lao giovane sconfigge Goro e addirittura vince il Mortal Kombat, diventando una leggenda. Ciò spingerà anni dopo Liu Kang a non iscriversi al torneo, e così la rivalità tra i due shaolin (descritta in Mortal Kombat: Shaolin Monks) non nascerà mai.

### Seconda linea temporale
Nella storia di Mortal Kombat IX, a causa delle visioni del futuro di Raiden, gli eventi si presentano in maniera differente. Kung Lao partecipa di nascosto al primo torneo geloso del fatto che l'amico Liu Kang sia stato scelto per rappresentare gli Shaolin, soprattutto perché ansioso di vendicare il suo avo omonimo ucciso 500 anni fa nel torneo da Goro. Raiden conoscendo le intenzioni del giovane monaco grazie alle sue visioni del futuro riesce a placarlo facendogli capire che non era ancora pronto per combattere, tant'è vero che viene sconfitto subito da Scorpion. Prenderà poi parte al secondo torneo di Shao Kahn nel Regno Esterno, rimanendo però per buona parte degli eventi impegnato a salvare i suoi confratelli shaolin insieme a Liu Kang. Dopo essersi ricongiunti al gruppo di Raiden, i due scoprono da Jade che Kitana è stata catturata e sarà giustiziata e si recano alla torre per salvarla. Qui Kung Lao affronta Noob Saibot e Goro mentre Liu Kang sconfigge Sheeva, scoprendo che Kitana è stata già trasferita nell'arena per la pubblica esecuzione. Per dare il tempo a Liu Kang di salvare la principessa, Kung Lao si offre di affrontare i guerrieri di Shao Khan. Non avendo infatti più a disposizione altri guerrieri, Raiden ricorda la profezia del suo alter ego del futuro: "Deve vincere", credendo che si riferisse proprio a Kung Lao, quindi decide di scommettere su di lui per modificare la storia ed evitare così l'avvento dell'Armageddon. Dopo aver sconfitto Shang Tsung, Quan Chi e Kintaro, inebriato dalla gioia della vittoria si fa cogliere di sorpresa da Shao Khan che lo uccide spezzandogli il collo. Nel finale viene riportato in vita come revenant da Quan Chi ed è uno dei guerrieri caduti che Raiden è costretto ad affrontare.
In Mortal Kombat X è uno dei revenant al servizio di Quan Chi e ha un ruolo più marginale. Sia lui che Liu Kang infatti compaiono solo a partire dal capitolo 8 dove tentano di aiutare Quan Chi a raggiungere la sua fortezza per incontrarsi con D'Vorah e liberare Shinnok; in questa occasione Lao è il primo a essere sconfitto da Jax Briggs (un tempo anche lui revenant). Successivamente, dopo la morte di Quan Chi e il ritorno di Shinnok, i revenant continuano a servire quest'ultimo e Kung Lao e Liu Kang figurano tra gli avversari di Raiden nel capitolo 12; nello stesso capitolo i due compaiono in forma umana in un flashback ambientato durante gli eventi del gioco precedente. Nel suo finale arcade, dopo aver sconfitto Shinnok, Kung Lao si ritrova intrappolato nel regno occulto con l'anima rimasta corrotta dalla magia di Quan Chi. In suo aiuto però arriva il cugino Kung Jin, che riesce a liberarlo dal male necessario a farlo fuggire dal regno occulto. Con l'anima ancora in parte compromessa, ma non del tutto perduto, Kung Lao diventerà uno "strumento di vendetta" e non mostrerà nessuna pietà verso il male.
In Mortal Kombat 11, il Kung Lao del presente è ancora un revenant e viene reclutato da Kronika, madre di Shinnok, nel suo piano di creare una Nuova Era senza Raiden. Per ottenere nuovi seguaci, la titanide usa il potere della sua clessidra per creare una collisione temporale e portare nel presente i guerrieri del torneo del Regno Esterno per avere dalla sua parte Shao Kahn. Tra i guerrieri portati nel presente però ci sono anche le versioni del passato di Liu Kang, Kung Lao, Raiden, Kitana e Jade che si uniscono agli eroi della terra; inoltre Raiden afferma che Kung Lao aveva appena sconfitto Shang Tsung e Quan Chi, il che significa che la collisione temporale ha indirettamente impedito la morte di Lao. Nel capitolo 3, i due monaci del passato si recano alla loro accademia, per impedire che i seguaci di Kronika mettano mano sulle fiale di Jinsei nella Caverna del Drago; Kung Lao in questa occasione inizia a dubitare di Raiden, il quale sarebbe stato il responsabile della loro morte. All'interno del tempio i monaci devono affrontare lo Scorpion passato e il revenant di Jade prima di ritrovarsi faccia a faccia con i propri revenant. Sconfitti i loro alter ego presenti, i monaci affrontano Geras, scagnozzo immortale di Kronika, che afferma di aver vissuto millenni e aver affrontato una volta anche il Grande Kung Lao. In seguito Kung Lao accompagna Kitana nella sua missione per deporre lo Shao Kahn passato e dopo che Liu Kang è stato catturato da Kronika guida i monaci shaolin nella battaglia finale. Nel capitolo 12, quando Raiden si fonde con il Liu Kang revenant trasformandolo nel Dio del Fuoco, Kung Lao e Kitana accompagnano Lord Liu Kang nella fortezza di Kronika, ma la titanide fa riavvolgere il tempo e Liu Kang si trova da solo ad affrontare gli ultimi revenant tra cui quello di Kung Lao. 
Nell'espansione DLC Aftermath, Lord Liu Kang manda indietro nel tempo Shang Tsung, Nightwolf e Fujin a recuperare la corona di Kronika per forgiare la Nuova Era; la loro incursione nel passato modifica alcuni eventi e impedisce la cattura di Liu Kang da parte di Kronika. Durante la battaglia finale Kung Lao quindi guida i monaci insieme al suo amico ma l'esito della battaglia è compromesso dal tradimento di Sindel (resuscitata da Shang Tsung come parte del suo piano), che libera Shao Kahn e con lui fa una strage tra gli eroi. Il Kung Lao del passato viene sconfitto dall'imperatore o dalla regina traditrice, e gettato nel Mare di Sangue; si ipotizza che sia comunque sopravvissuto dato che più tardi, nella fortezza di Kronika, Shang Tsung e i suoi alleati si ritrovano ad affrontare il suo revenant, che viene ucciso dallo stregone. Il destino di Kung Lao in entrambi i finali della storia è incerto (come quello di quasi tutti i personaggi), ma nel finale di Liu Kang, il Dio del Fuoco torna indietro nel tempo per incontrare il suo antenato, il Grande Kung Lao, e addestrarlo per il Mortal Kombat.

## Apparizioni
- Mortal Kombat II
- Mortal Kombat 3
- Ultimate Mortal Kombat 3
- Mortal Kombat Gold
- Mortal Kombat: Deadly Alliance
- Mortal Kombat: Tournament Edition
- Mortal Kombat: Shaolin Monks
- Mortal Kombat: Armageddon
- Mortal Kombat IX
- Mortal Kombat X
- Mortal Kombat 11
- Mortal Kombat 1